# Mai Văn Hà
Mai Văn Hà (sinh năm 1962) là Trung tướng Công an nhân dân Việt Nam. Ông từng là Cục trưởng Cục Truyền thông Công an nhân dân. Ông nguyên là Phó Tổng cục trưởng Tổng cục Chính trị Công an nhân dân, Giám đốc Công an tỉnh Thừa Thiên Huế.

## Sự nghiệp
Mai Văn Hà có quê quán tại tỉnh Bắc Ninh. Theo Hoàng Quân, báo Công an Thành phố Hồ Chí Minh thì Mai Văn Hà quê quán ở huyện Tiên Lãng, thành phố Hải Phòng.
Từ tháng 10 năm 2012, Mai Văn Hà, Cục trưởng Cục chính trị An ninh 2, Tổng cục An ninh, Bộ Công an được điều động làm Giám đốc Công an tỉnh Thừa Thiên Huế.
Ngày 12 tháng 8 năm 2015, Thiếu tướng Mai Văn Hà thôi giữ chức vụ Giám đốc Công an tỉnh Thừa Thiên Huế và được bổ nhiệm giữ chức vụ Phó Tổng cục trưởng Tổng cục Chính trị Công an nhân dân.
Tháng 6 năm 2018, Mai Văn Hà là Phó Tổng cục trưởng Tổng cục Chính trị Công an nhân dân, Giám đốc Trung tâm Phát thanh truyền hình điện ảnh Công an nhân dân.
Năm 2019, Mai Văn Hà được thăng quân hàm Trung tướng Công an nhân dân Việt Nam.

## Phong tặng
- Huy hiệu 30 năm tuổi Đảng Cộng sản Việt Nam (được trao ngày 29 tháng 6 năm 2018)[5]